# Xenimpia luxuriosa
Xenimpia luxuriosa är en fjärilsart som beskrevs av Claude Herbulot 1961. Xenimpia luxuriosa ingår i släktet Xenimpia och familjen mätare. Inga underarter finns listade i Catalogue of Life.